# 지구 반경
지구 반경(地球半徑, Earth radius)은 지구의 반지름을 일컫는 천문학의 단위중 하나이다. 지구의 반지름은 대략 6,400km이다. 지구는 자전의 영향으로 인해 적도 부근이 약간 부풀어 오른 타원체이므로 적도 반지름은 6,378km이며 극 반지름은 6,357km이다. 적도 반지름이 극 반지름보다 약 21km가 길다.

## 같이 보기
- 지구질량
- 측지학
- 지리좌표 거리